# 88371 Ilariamazzanti
88371 Ilariamazzanti è un asteroide della fascia principale interna. Scoperto nel 2001, presenta un'orbita caratterizzata da un semiasse maggiore pari a 2,391514 UA e da un'eccentricità di 0,187454, inclinata di 1,808027° rispetto all'eclittica.
Fa parte della famiglia di asteroidi Nisa.
È dedicato a Ilaria Mazzanti, astronoma amatoriale italiana.